# Alastair G. W. Cameron
Alastair Graham Walter Cameron (Winnipeg, 21 de junio de 1925-Tucson, 3 de octubre de 2005) fue un astrofísico y científico espacial canadiense-estadounidense que fue un eminente miembro del personal del Departamento de Astronomía de la Universidad de Harvard. Fue uno de los fundadores del campo de la astrofísica nuclear, propuso la teoría de que la Luna fue creada por el impacto gigante de un objeto del tamaño de Marte con la Tierra primitiva y fue uno de los primeros en adoptar la tecnología informática en astrofísica.

## Primeros años
Nació en Winnipeg, Manitoba, de padres de ascendencia escocesa. Su padre, nacido en Londres, era el químico A.T. Cameron, profesor y presidente del departamento de bioquímica del Manitoba Medical College. Recuerda haber llamado "Doctor" a todos los hombres cuando tenía cuatro años y señaló que era "claramente un intento temprano de formular una hipótesis basada en datos limitados".
En 1940 (con sólo 15 años de edad), hizo una apuesta con un compañero de secundaria a que el hombre aterrizaría en la luna dentro de 40 años. Cuando el programa Apolo logró un alunizaje exitoso en 1969, el excompañero de clase envió un cheque para liquidar la apuesta, que Cameron había enmarcado y colgado en la pared de su oficina.
Obtuvo una licenciatura en Física y Matemáticas por la Universidad de Manitoba. Durante los veranos, trabajó en el Laboratorio Chalk River, un centro de investigación canadiense en Ontario. Luego realizó trabajos de posgrado en física nuclear teórica y experimental en la Universidad de Saskatchewan. Bajo la supervisión de Leon Katz, estudió secciones transversales fotonucleares utilizando el nuevo acelerador betatrón de 25 MeV de la universidad. En 1952, obtuvo el primer doctorado en física de la universidad.

## Carrera
Después de terminar su doctorado, pasó dos años como profesor asistente en la Universidad Estatal de Iowa y trabajó en el Laboratorio Ames de la universidad, dirigido por la Comisión de Energía Atómica de Estados Unidos. Allí enseñó física nuclear y ayudó a aumentar la corriente del haz de electrones en el nuevo acelerador de partículas sincrotrón de 70 MeV de la instalación.
Mientras estaba en el laboratorio Ames, leyó un artículo en la revista Science News Letter (ahora Science News), sobre la detección del elemento tecnecio en la estrella variable R Andromedae y otras estrellas variables rojas por parte del astrónomo estadounidense Paul Merrill. Dado que este elemento no tiene isótopos estables, el tecnecio observado experimentaría una desintegración radiactiva con una vida media de unos 200.000 años, mucho más corta que la vida útil de la estrella. Cameron se dio cuenta de que esto significaba que el tecnecio debía haberse formado dentro de las estrellas donde era observado, al bombardear otros elementos con neutrones. Emocionado por esta pista sobre los orígenes astrofísicos de los elementos pesados, decidió cambiar de campo de estudio de la astrofísica. Como nunca había tomado una clase de astronomía, compró varios libros de texto de posgrado, se suscribió al Astrophysical Journal y comenzó un intenso período de autoestudio.

### Nucleosíntesis estelar
Regresó a Canadá en 1954, ocupando un puesto en el Laboratorio Chalk River operado por Atomic Energy of Canada Limited. Allí esperaba aplicar los avances del campo de la física nuclear en rápido desarrollo al campo de la astrofísica. En particular, deseaba calcular las secciones transversales nucleares implicadas en las reacciones de fusión del helio en el interior de los núcleos de las estrellas gigantes rojas, que podrían producir los neutrones necesarios para producir el tecnecio observado por Merrill. Rápidamente se dio cuenta de que los métodos computacionales tradicionales y las reglas de cálculo eran insuficientes para calcular redes complejas de reacciones nucleares. Para hacer los cálculos utilizó algunas de las primeras computadoras en Canadá, originalmente compradas para el departamento de contabilidad del laboratorio. Al principio, pudo entregar programas en bandejas de tarjetas perforadas a los contables para que los ejecutaran en su nombre. Sin embargo, a medida que sus cálculos aumentaron en sofisticación y los recursos informáticos en Chalk River mejoraron, pasó a trabajar durante la noche y los fines de semana cuando las máquinas no estaban en uso.
En 1957, publicó Nuclear Reactions in Stars and Nucleogenesis, conocido como el artículo AGWC, que introdujo una importante, temprana y completa teoría de la producción de elementos químicos en las estrellas, especialmente elementos de proceso R. Este artículo, junto con el artículo B2 FH (publicado el mismo año por Margaret Burbidge, Geoffrey Burbidge, William A. Fowler y Fred Hoyle), ayudó a publicitar y dirigir la investigación en el campo de la astrofísica nuclear.
En 1959, después de sentirse frustrado por lo que consideraba la falta de interés del gobierno canadiense en invertir en ciencia, emigró a Estados Unidos, que acababa de ver una importante expansión de la financiación para la investigación en ciencia espacial debido a la crisis del Sputnik. Ocupó cargos académicos en el Instituto de Tecnología de California, el Instituto Goddard de Estudios Espaciales y en la Universidad Yeshiva. En 1973 se convirtió en profesor de astronomía en la Universidad de Harvard y permaneció allí durante 26 años. De 1976 a 1982 fue presidente de la Junta de Ciencias Espaciales de la Academia Nacional de Ciencias.
Cinco días antes de su fallecimiento en 2005, se anunció el Premio Bethe 2006 por su trabajo en astrofísica nuclear. Recibió dicho premio por su trabajo de 50 años sobre nucleosíntesis estelar, que todavía era un área de investigación activa.

### Formación del Sistema Solar
Después de enterarse del descubrimiento en 1960 de un exceso de xenón-129 debido a la desintegración radiactiva del yodo-129 en el meteorito Richardton, se interesó en lo que la abundancia de isótopos radiactivos puede decirnos sobre la formación del sistema solar y el medio interestelar. En 1975, impartió un seminario en Caltech, titulado El origen del Sistema Solar, donde esbozó un modelo unificado de la formación del Sistema Solar, a partir de la formación del Sol a partir del colapso de una nube de gas y polvo, la posterior formación de un disco protoplanetario, hasta la formación de gigantes gaseosos y planetas terrestres a partir del material del disco. Cuando un miembro de la audiencia preguntó: "¿Qué hiciste el séptimo día?" Según se informa, respondió: "Descansé".

### Formación de la Luna
Las muestras traídas del programa Apolo mostraron que la Luna estaba compuesta del mismo material que el manto de la Tierra. Este sorprendente resultado aún no se había explicado a principios de los años 1970, cuando Cameron comenzó a trabajar en una explicación de los orígenes de la Luna. Teorizó que la formación de la Luna fue el resultado de un impacto tangencial de un objeto al menos del tamaño de Marte en la Tierra primitiva.
Después de ver a William Hartmann presentar un modelo independiente similar en una conferencia en 1974, comenzó una colaboración de varias décadas con Hartmann para desarrollar la hipótesis del impacto gigante. Cameron pudo utilizar modelos informáticos cada vez más sofisticados para demostrar que una colisión de este tipo podría producir un sistema Tierra-Luna con la masa, el giro y el momento orbital correctos. La teoría del impacto gigante ganó aceptación generalizada como explicación científica del origen de la Luna a partir de la década de 1980.
Después de su retiro de Harvard en 1999, Cameron ocupó un puesto en el Laboratorio Lunar y Planetario de la Universidad de Arizona.

## Premios y reconocimientos
- Miembro de la Royal Society de Canadá (1961)[11]
- Premio RM Petrie Premio de Conferencia de la Sociedad Astronómica Canadiense (1970)
- Miembro de la Sociedad Estadounidense de Física (1972)[12]
- Miembro de la Academia Nacional de Ciencias (1976)[13]
- Medalla al Servicio Público Distinguido de la NASA (1983)
- Medalla J. Lawrence Smith de la Academia Nacional de Ciencias (1988)[14]
- Medalla Harry H. Hess de la Unión Americana de Geofísica (1989)
- Medalla Leonard de la Sociedad Meteorítica (1994)[15]
- Cátedra Henry Norris Russell de la American Astronomical Society (1997)
- Premio Hans Bethe (2006)[16]

## Vida personal
Se casó con Elizabeth MacMillan en 1955, quien falleció en 2001.
Si bien Cameron se naturalizó como ciudadano estadounidense en 1963 para recibir las autorizaciones de seguridad necesarias para trabajar en el programa espacial estadounidense, frecuentemente regresaba a visitar su Canadá natal y permaneció activo en la política canadiense durante toda su vida.
Falleció el 3 de octubre de 2005 a los 80 años de edad, por causa de una insuficiencia cardíaca.